# Championnats d'Europe de course en ligne de canoë-kayak 2018
Navigation
Plovdiv 2017 Poznań 2021
Les championnats d'Europe de course en ligne de canoë-kayak de 2018 sont la 30e édition de cette compétition organisée par l'Association européenne de canoë, voyant s'affronter les meilleurs pratiquants masculins et féminins de course en ligne en canoë-kayak du continent européen.
Cette édition se déroule à Belgrade (Serbie) du 8 au 10 juin 2018.
La Hongrie est la nation la plus titrée et la plus médaillée avec 15 médailles dont 6 en or.

## Résultats

### Hommes
| Épreuves   | Or                                                                          | Or              | Argent                                                             | Argent          | Bronze                                                                      | Bronze          |
| ---------- | --------------------------------------------------------------------------- | --------------- | ------------------------------------------------------------------ | --------------- | --------------------------------------------------------------------------- | --------------- |
| C-1 200 m  | Zaza Nadiradze (GEO)                                                        | 39 s 200        | Ivan Shtyl (RUS)                                                   | 39 s 224        | Artsem Kozyr (BLR)                                                          | 39 s 468        |
| C-1 500 m  | Martin Fuksa (CZE)                                                          | 1 min 47 s 404  | Sebastian Brendel (GER)                                            | 1 min 47 s 659  | Oleg Tarnovschi (MDA)                                                       | 1 min 48 s 454  |
| C-1 1000 m | Martin Fuksa (CZE)                                                          | 3 min 46 s 723  | Sebastian Brendel (GER)                                            | 3 min 46 s 810  | Carlo Tacchini (ITA)                                                        | 3 min 51 s 916  |
| C-1 5000 m | Sebastian Brendel (GER)                                                     | 22 min 51 s 010 | Kirill Shamshurin (RUS)                                            | 23 min 06 s 650 | Carlo Tacchini (ITA)                                                        | 23 min 11 s 350 |
| C-2 200 m  | Russie Aleksandr Kovalenko Ivan Shtyl                                       | 35 s 919        | Biélorussie Hleb Saladukha Dzianis Makhlai                         | 36 s 139        | Pologne Arsen Śliwiński Michał Łubniewski                                   | 36 s 475        |
| C-2 500 m  | Roumanie Leonid Carp Victor Mihalachi                                       | 1 min 38 s 165  | Russie Pavel Petrov Mikhail Pavlov                                 | 1 min 38 s 945  | Ukraine Dmytro Ianchuk Taras Mishchuk                                       | 1 min 38 s 985  |
| C-2 1000 m | Allemagne Yul Oeltze Peter Kretschmer                                       | 3 min 25 s 041  | Roumanie Leonid Carp Victor Mihalachi                              | 3 min 25 s 481  | Espagne Sergio Vallejo Adrián Sieiro                                        | 3 min 27 s 414  |
| C-4 500 m  | Russie Pavel Petrov Viktor Melantyev Mikhail Pavlov Ivan Shtyl              | 1 min 29 s 155  | Ukraine Yuri Vandiuk Oleh Borovyk Andrii Rybachok Oleksandr Sivkov | 1 min 30 s 941  | Pologne Wiktor Głazunow Michał Łubniewski Arsen Śliwiński Marcin Grzybowski | 1 min 31 s 008  |
| K-1 200 m  | Carlos Garrote (ESP)                                                        | 34 s 655        | Artūras Seja (LTU)                                                 | 34 s 783        | Marko Dragosavljević (SRB)                                                  | 34 s 801        |
| K-1 500 m  | Josef Dostál (CZE)                                                          | 1 min 36 s 398  | Oleh Kukharyk (UKR)                                                | 1 min 37 s 333  | Fernando Pimenta (POR)                                                      | 1 min 37 s 393  |
| K-1 1000 m | Fernando Pimenta (POR)                                                      | 3 min 29 s 200  | Bálint Kopasz (HUN)                                                | 3 min 29 s 480  | Max Rendschmidt (GER)                                                       | 3 min 31 s 520  |
| K-1 5000 m | Max Hoff (GER)                                                              | 20 min 27 s 960 | Fernando Pimenta (POR)                                             | 20 min 38 s 790 | Eivind Vold (NOR)                                                           | 20 min 50 s 610 |
| K-2 200 m  | Espagne Saúl Craviotto Cristian Toro                                        | 31 s 250        | Serbie Nebojša Grujić Marko Novaković                              | 31 s 388        | Hongrie Márk Balaska Balázs Birkás                                          | 31 s 600        |
| K-2 500 m  | Hongrie Milán Mozgi Tamás Somorácz                                          | 1 min 27 s 500  | Espagne Marcus Walz Rodrigo Germade                                | 1 min 27 s 630  | Russie Yury Postrigay Vasily Pogreban                                       | 1 min 27 s 630  |
| K-2 1000 m | Serbie Marko Tomićević Milenko Zorić                                        | 3 min 04 s 940  | Allemagne Max Hoff Marcus Gross                                    | 3 min 06 s 206  | Espagne Francisco Cubelos Íñigo Peña                                        | 3 min 06 s 750  |
| K-4 500 m  | Espagne Saúl Craviotto Marcus Walz Cristian Toro Rodrigo Germade            | 1 min 18 s 559  | Allemagne Max Rendschmidt Tom Liebscher Ronald Rauhe Max Lemke     | 1 min 18 s 573  | Hongrie Sándor Tótka Miklós Dudás Péter Molnár István Kuli                  | 1 min 19 s 939  |
| K-4 1000 m | Biélorussie Kiryl Nikitsin Vitaliy Bialko Ilya Fedarenka Raman Piatrushenka | 2 min 48 s 841  | Slovaquie Samuel Baláž Gábor Jakubik Milan Frana Tibor Linka       | 2 min 49 s 491  | Espagne Javier Hernanz Aitor Gorrotxategi Pelayo Roza Ruben Millan          | 2 min 49 s 701  |

### Femmes
| Épreuves   | Or                                                            | Or              | Argent                                                                      | Argent          | Bronze                                                                          | Bronze          |
| ---------- | ------------------------------------------------------------- | --------------- | --------------------------------------------------------------------------- | --------------- | ------------------------------------------------------------------------------- | --------------- |
| C-1 200 m  | Olesia Romasenko (RUS)                                        | 45 s 726        | Dorota Borowska (POL)                                                       | 46 s 222        | Virág Balla (HUN)                                                               | 46 s 470        |
| C-1 500 m  | Alena Nazdrova (BLR)                                          | 2 min 03 s 053  | Kseniia Kurach (RUS)                                                        | 2 min 05 s 013  | Liudmyla Luzan (UKR)                                                            | 2 min 07 s 173  |
| C-1 5000 m | Volha Klimava (BLR)                                           | 25 min 58 s 260 | Zsanett Lakatos (HUN)                                                       | 26 min 49 s 770 | Liudmyla Babak (UKR)                                                            | 27 min 02 s 130 |
| C-2 200 m  | Hongrie Virág Balla Kincső Takács                             | 42 s 730        | Biélorussie Alena Nazdrova Kamila Bobr                                      | 43 s 247        | Russie Irina Andreeva Olesia Romasenko                                          | 43 s 374        |
| C-2 500 m  | Hongrie Virág Balla Kincső Takács                             | 1 min 55 s 678  | Biélorussie Nadzeya Makarchanka Volha Klimava                               | 1 min 56 s 238  | Russie Irina Andreeva Olesia Romasenko                                          | 1 min 56 s 987  |
| K-1 200 m  | Marta Walczykiewicz (POL)                                     | 39 s 697        | Danuta Kozák (HUN)                                                          | 40 s 023        | Emma Jørgensen (DEN)                                                            | 40 s 199        |
| K-1 500 m  | Danuta Kozák (HUN)                                            | 1 min 47 s 742  | Volha Khudzenka (BLR)                                                       | 1 min 48 s 762  | Anna Puławska (POL)                                                             | 1 min 50 s 518  |
| K-1 1000 m | Nina Krankemann (GER)                                         | 3 min 57 s 229  | Tamara Takács (HUN)                                                         | 3 min 57 s 355  | Karin Johansson (SWE)                                                           | 4 min 02 s 645  |
| K-1 5000 m | Tamara Takács (HUN)                                           | 22 min 58 s 560 | Sarah Troël (FRA)                                                           | 23 min 27 s 440 | Hermien Peters (BEL)                                                            | 23 min 31 s 700 |
| K-2 200 m  | Portugal Teresa Portela Joana Vasconcelos                     | 37 s 055        | Russie Natalia Podolskaya Vera Sobetova                                     | 37 s 083        | Pologne Dominika Włodarczyk Katarzyna Kołodziejczyk                             | 37 s 147        |
| K-2 500 m  | France Manon Hostens Sarah Guyot                              | 1 min 39 s 257  | Hongrie Erika Medveczky Tamara Csipes                                       | 1 min 39 s 447  | Belgique Hermien Peters Lize Broekx Allemagne Jasmine Fritz Steffi Kriegerstein | 1 min 40 s 412  |
| K-2 1000 m | Pologne Justyna Iskrzycka Paulina Paszek                      | 3 min 31 s 645  | Allemagne Sarah Brüßler Melanie Gebhardt                                    | 3 min 31 s 915  | Hongrie Noémi Pupp Tamara Csipes                                                | 3 min 36 s 271  |
| K-4 500 m  | Hongrie Anna Kárász Erika Medveczky Danuta Kozák Dóra Bodonyi | 1 min 28 s 933  | Biélorussie Alina Svita Nadzeya Liapeshka Maryna Litvinchuk Volha Khudzenka | 1 min 30 s 067  | Russie Kira Stepanova Vera Sobetova Svetlana Chernigovskaya Anastasia Panchenko | 1 min 30 s 553  |

## Tableau des médailles
| Rang  | Nation      | Or | Argent | Bronze | Total |
| ----- | ----------- | -- | ------ | ------ | ----- |
| 1     | Hongrie     | 6  | 5      | 4      | 15    |
| 2     | Allemagne   | 4  | 5      | 2      | 11    |
| 3     | Russie      | 3  | 5      | 4      | 12    |
| 4     | Biélorussie | 3  | 5      | 1      | 9     |
| 5     | Espagne     | 3  | 1      | 3      | 7     |
| 6     | Tchéquie    | 3  | 0      | 0      | 3     |
| 7     | Pologne     | 2  | 1      | 4      | 7     |
| 8     | Portugal    | 2  | 1      | 1      | 4     |
| 9     | Serbie      | 1  | 1      | 1      | 3     |
| 10    | France      | 1  | 1      | 0      | 2     |
| 10    | Roumanie    | 1  | 1      | 0      | 2     |
| 12    | Géorgie     | 1  | 0      | 0      | 1     |
| 13    | Ukraine     | 0  | 2      | 3      | 5     |
| 14    | Lituanie    | 0  | 1      | 0      | 1     |
| 14    | Slovaquie   | 0  | 1      | 0      | 1     |
| 16    | Belgique    | 0  | 0      | 2      | 2     |
| 16    | Italie      | 0  | 0      | 2      | 2     |
| 18    | Danemark    | 0  | 0      | 1      | 1     |
| 18    | Moldavie    | 0  | 0      | 1      | 1     |
| 18    | Norvège     | 0  | 0      | 1      | 1     |
| 18    | Suède       | 0  | 0      | 1      | 1     |
| Total | Total       | 30 | 30     | 31     | 91    |